# بولي فاينيل بيروليدون
بولي فاينيل بيرليدون (أو اختصاراً بالـ PVP) وهو عبارة عن مسحوق أو رقائق بيضاء أو بيضاء مصفرة، جاذبة للرطوبة، تنحل بحرية في الماء والكحول و في الميتانول، و ضيعفة الانحلال في الأسيتون. يعرف أيضاً باسم بوفيدون.
تمتاز الأنواع المختلفة من البوفيدون بلزوجتها العالية في المحاليل.

## الاستعمالات
يستعمل كسواغ مفتت وكسواغ حامل للمادة الدوائية، كما يستخدم كـعامل معلق، وكـعامل رابط في المضغوطات.
ويستعمل أيضاً في محاليل اليود المطهرة حيث يفيد في إعطاء تحرر بطيء ومستمر لليود.

## حفظ المادة
من الممكن أن يتم تخزينه في الشروط العادية من دون أن يتفكك أو يتخرب، لكن مسحوقه جاذب للرطوبة لذلك يجب تخزينه في عبوات محكمة لإغلاق، في أماكن باردة و جافة.